# Ibn Baschkuwāl
Chalaf ibn ʿAbd al-Malik ibn Masʿūd ibn Mūsā ibn Baschkuwāl, Abū ʾl-Qāsim (arabisch خلف بن عبد الملك بن مسعود بن موسى بن بشكوال, أبو القاسم, DMG Ḫalaf b. ʿAbd al-Malik b. Masʿūd b. Mūsā b. Baškuwāl, Abū ʾl-Qāsim, geb. September 1101 in Córdoba; gest. 5. Januar 1183 in Sarrión) war ein andalusischer Traditionarier und Biograph mit Wirkungskreis Córdoba und Sevilla.

## Leben
Seine Vorfahren waren spanischen Ursprungs – er ist als Ibn Baschkuwāl, Sohn von Pasqual, bekannt geworden – in der Region von Valencia. Sein erster Lehrer war sein Vater (gest. Februar 1139), dem er einen Abschnitt in seinem biographischen Werk widmet. Er studierte bei den bekanntesten Gelehrten seiner Zeit: bei Ibn al-ʿArabī al-Maʿāfirī und dem Juristen Abū ʾl-Walīd ibn Ruschd (gest. 1126), dem Großvater des Philosophen Averroes. In seiner Heimatstadt wirkte er als beratender Jurist (faqīh mušāwar) und für kurze Zeit auch als stellvertretender Qādī in Sevilla unter Ibn al-ʿArabī. Er unternahm keine Studienreisen in den Orient; seine Gelehrsamkeit wurzelt in der andalusisch-islamischen Tradition. Sein Biograph Ibn Abbār († Januar 1260) nennt 41 Gelehrte in Córdoba und Sevilla, bei denen er studierte. In seiner Bibliothek befanden sich aber auch Schriften von Autoren aus dem islamischen Osten; davon ist das K. as-Siyar von Abū Ishāq al-Fazārī erhalten, auf dessen Titelblatt er als Besitzer des Werkes dokumentiert ist.
Er starb im Januar 1183 und ist auf dem damals bekannten Gelehrtenfriedhof Ibn ʿAbbās in Córdoba beigesetzt worden.

## Werke
Ibn Baschkuwāl soll, den biographischen Daten seiner Nachfolger zufolge, sechsundzwanzig Bücher, Abhandlungen und Monographien biographischen Inhalts, deren Titel bekannt sind, verfasst haben, darunter auch eine Liste seiner Lehrer mit Angabe derjenigen Schriften, die er bei ihnen studierte. Von seinen Werken sind heute nur wenige erhalten:
- Sein biographisches Werk الصلة في تاريخ أئمة الأندلس / aṣ-ṣila fī taʾrīḫ aʾimmat al-Andalus / ‚Die Fortsetzung der Gelehrtengeschichte von al-Andalus‘ ist die Fortschreibung eines der bekanntesten Gelehrtenbiographien des islamischen Spaniens von Ibn al-Faraḍī (gest. 1013)[8], in dem er, alphabetisch angeordnet, die Biographien von 1541[9] Wissenschaftlern Andalusiens aus dem 11. und 12. Jahrhundert zusammenstellte. In einem eigens dafür gewidmeten Kapitel (faṣl) stellt er die Vita der sogenannten „Fremden“ (al-ghurabāʾ), die aus dem Orient und Nordafrika nach al-Andalus gekommen und dort gestorben sind, dar.[10]
  - Ibn al-Abbār (geb. 1199; gest. 1260) aus Valencia[2] verfasste dazu die Ergänzung (Takmilat K. as-ṣila) und schloss einige Lücken im Grundwerk. Im ersten Band schrieb er eine ausführliche Biographie über Ibn Baškuwāl.[11]
  - Eine weitere Ergänzung und Fortschreibung von Ibn Baškuwāls Werk verfasste Ibn az-Zubair al-Gharnāṭī (geb. 1230 in Jaén (Dschayyān); gest. 1309 in Granada (Gharnāṭa))[12] unter dem Titel Ṣilat aṣ-ṣila (Die Fortsetzung der ṣila) oder: die Geschichte der Gelehrten von al-Andalus, in dem er (der Verfasser) das Kitāb aṣ-ṣila von Ibn Baškuwāl fortsetzte.[13] In diesem Werk werden die andalusischen Gelehrten des 12. und 13. Jahrhunderts behandelt. Ein Fragment des Werkes hat der französische Orientalist Évariste Lévi-Provençal im Jahre 1937 (Rabat) herausgegeben. Drei weitere Bände mit Korrekturen und Ergänzungen der Erstedition ist im Jahre 1993 (Rabat) erschienen.[14]
- Ebenfalls biographischer Natur ist sein zweibändiges Werk كتاب غوامض الأسماء المبهمة الواقعة في الأحاديث المسندة / Kitāb ġawāmiḍ al-asmāʾ al-mubhama al-wāqiʿa fī-ʾl-aḥādīṯ al-musnada / ‚Geheimnisse der undeutlichen Namen, die in den Hadithen mit vollständigen Isnaden vorkommen‘. Dabei handelt es sich um die Zusammenstellung und Erläuterung von Personennamen, Bezeichnungen der Abstammung, die in der Literatur widersprüchlich oder falsch überliefert worden sind.[15]
- Schuyūch ʿAbd Allāh ibn Wahb al-Quraschī / شيوخ عبد الله بن وهب القرشي / Šuyūḫ ʿAbd Allāh ibn Wahb al-Qurašī / ‚die Lehrer von ʿAbd Allāh ibn Wahb al-Quraschī‘ ist eine Zusammenstellung der Biographien der Lehrer des ägyptischen Gelehrten ʿAbdallāh ibn Wahb in alphabetischer Anordnung,[16] mit reichhaltigen Informationen über ihre Bedeutung als Primärquellen von Ibn Wahb. Das Buch endet mit einer detaillierten Darstellung der Vita von Ibn Wahb.[17]
- In der Traditionssammlung كتاب المستغيثين بالله / Kitāb al-mustaġīṯīn bi-ʾllāh / ‚Das Buch (über) die Hilfesuchenden bei Gott‘ stellt er mit vollständigen Isnaden Traditionen zusammen, die Fürbitten in der Not zum Inhalt haben.[18] Ibn Baschkuwāl greift in dieser Schrift auf dreizehn Werke zurück, deren Titel und Verfasser er genau angibt.[19] Am Anfang dieser Sammlung steht als Vorbild die Fürbitte des Propheten Mohammed in der Schlacht von Badr und wird mit dem Koranvers verknüpft:

„(Damals) als ihr euren Herrn um Hilfe anriefet! Da erhörte er euch (und versparch): Ich werde euch mit tausend Engeln unterstützen...“